# Mycetophila piranoi
Mycetophila piranoi är en tvåvingeart som beskrevs av Duret 1981. Mycetophila piranoi ingår i släktet Mycetophila och familjen svampmyggor. Inga underarter finns listade i Catalogue of Life.